# Вулиця Всеволода Петріва
Ву́лиця Все́волода Петрі́ва— вулиця в Шевченківському районі міста Києва, місцевості Нивки, Дехтярі. Пролягає від вулиці Данила Щербаківського до вулиці Януша Корчака. 
Прилучаються вулиця Черняховського і Сеньківський провулок.

## Історія
Вулиця виникла у 1-й половині XX століття під назвою Центральна, її кінцева частина мала назву Офіцерська площа (приєднана до вулиці Кирпоноса на початку 1960-х років). 1955 року отримала назву вулиця Кирпоноса, на честь радянського військового діяча Михайла Кирпоноса. 
Сучасна назва на честь — українського військового і громадського діяча, письменника, педагога, військового міністра і генерал-хорунжого Армії УНР Всеволода Петріва — з грудня 2022 року

## Пам'ятники та меморіальні дошки
На початку та наприкінці вулиці знаходилися анотаційні дошки на честь генерал-полковника Кирпоноса Михайла Петровича (1892—1941), командувача Південно-Західним фронтом, одного з керівників героїчної оборони Києва у 1941 році. У 2016 року одну з таблиць, розміщену на будівлі № 8/10, у якій знаходиться комунальне підприємство «Центр обслуговування споживачів Шевченківського району», було демонтовано у межах закону про декомунізацію.
У сквері при перехресті з вулицею Януша Корчака встановлено пам'ятник генерал-полковнику М. П. Кирпоносу.